# Eleição municipal de Juazeiro do Norte em 1982
A eleição municipal de 1982, em Juazeiro do Norte, aconteceu em 15 de novembro de 1982, com o objetivo de eleger prefeito e vice-prefeito da cidade e membros da Câmara de Vereadores.
O prefeito titular era Gumercindo Ferreira, do PDS. Quatro candidatos concorreram à prefeitura de Juazeiro do Norte. Manoel Salviano, do PDS, foi eleito com 45,17% dos votos.

## Candidatos
Nota: a tabela a seguir está organizada por ordem alfabética de candidatos.
| Prefeito(a)              | Prefeito(a) | Prefeito(a)         | Vice-Prefeito(a)         |
| Candidato(a)             | Partido     | Partido             | Vice-Prefeito(a)         |
| ------------------------ | ----------- | ------------------- | ------------------------ |
| Erivano Cruz             |             | PDS (Sublegenda 1)  | João Tavares             |
| Everardo Menezes         |             | PMDB (Sublegenda 2) | Antônio Harry Sabiá      |
| Manoel Salviano          |             | PDS (Sublegenda 2)  | José Maria de Figueiredo |
| Vicente Fechine Sobrinho |             | PMDB (Sublegenda 1) | Antônio Harry Sabiá      |

## Resultado

### Prefeito
| Partido | Partido | Candidato                | Votos  | Votos (%) |
| ------- | ------- | ------------------------ | ------ | --------- |
|         | PDS     | Manoel Salviano          | 17 455 | 45,17%    |
|         | PDS     | Erivano Cruz             | 17 243 | 44,62%    |
|         | PMDB    | Everardo Menezes         | 3 036  | 7,86%     |
|         | PMDB    | Vicente Fechine Sobrinho | 913    | 2,36%     |
| Totais  | Totais  | Totais                   | 38 647 |           |
| Fonte:  |         |                          |        |           |

### Vereadores eleitos
| Candidato(a)            | Partido | Votação |
| ----------------------- | ------- | ------- |
| Antônio Duarte          | PDS     | 1.549   |
| Pedro Borges            | PDS     | 1.528   |
| Francisco Teles         | PDS     | 1.433   |
| José Duarte             | PDS     | 1.427   |
| João Santana            | PDS     | 1.406   |
| Francisco Vieira        | PDS     | 1.396   |
| Pedro Orlando           | PDS     | 1.348   |
| Francisco Rocha         | PDS     | 1.122   |
| Francisco Vasques       | PDS     | 1.048   |
| Francisco Barbosa       | PDS     | 963     |
| Valdyr Sabiá            | PDS     | 949     |
| João Batista de Menezes | PDS     | 923     |
| Agnaldo de Sousa        | PDS     | 912     |
| Raimundo de Sá e Souza  | PDS     | 909     |
| Pedro Bandeira          | PDS     | 875     |
| Antero Neto             | PDS     | 861     |
| Francisco Firmino       | PMDB    | 531     |